# Грин, Калана
Калана Ланетта Грин (англ. Kalana Lanette Greene; род. 13 июля 1987 года, Сент-Стивен, штат Южная Каролина) — американская профессиональная баскетболистка, выступавшая в женской национальной баскетбольной ассоциации. Была выбрана на драфте ВНБА 2010 года во втором раунде под общим 13-м номером командой «Нью-Йорк Либерти». Играла на позиции атакующего защитника.

## Ранние годы
Калана родилась 13 июля 1987 года в городе Сент-Стивен (штат Южная Каролина) в семье Эддисона и Синтии Грин, а училась там же в средней школе Тимберленд, где выступала за местную баскетбольную команду.